# Lois hittites
Les lois hittites sont un groupe de recueils de plus de 200 sentences de justice (ou articles) compilées sur plusieurs tablettes d'argile retrouvées en 1906-1907 à Hattusa, l'ancienne capitale du royaume des Hittites. La plus ancienne compilation date des alentours de 1500 av. J.-C., et les plus récentes modifications peuvent dater de 1200 av. J.-C., donc des derniers temps du royaume.

## Organisation et développement
Les lois hittites sont connues par plusieurs fragments qui ont fait l'objet d'une première édition moderne par Bedřich Hrozný en 1922, qui constituaient à l'origine deux tablettes cunéiformes de plus de 100 sentences chacune, nommées chacune par leur incipit : « Si un homme » (articles 1 à 100) et « Si un vignoble » (articles 101 à 200). Une troisième tablette aujourd'hui disparue a pu exister. Ces tablettes sont divisées en sortes de paragraphes qui ont été considérés par les chercheurs modernes comme des sentences ou articles, même s'il arrive que certains d'entre eux en regroupent en fait deux ou trois. Il n'y avait sans doute pas de division rigide du texte dans l'Antiquité. Comme pour les autres recueils juridiques du Proche-Orient ancien (dont le plus fameux est le Code de Hammurabi), le terme de « loi » n'est pas forcément à entendre au sens moderne du terme ; en l'absence de textes de la pratique juridique en pays hittite, on ne sait pas dans quelle mesure elles étaient effectivement appliquées. Comme pour les textes juridiques mésopotamiens, les articles des Lois hittites sont présentés sous une forme casuistique : une première partie (protase) introduite par la proposition « si » (takku en hittite, TUKUMBI en sumérien et ŠUMMA en akkadien) qui énonce le problème ; et une seconde partie (apodose) qui apporte sa résolution. Cette forme est celle des textes techniques, faisant des recueils juridiques des sortes de manuels techniques à destination des juges.
Le corpus des lois hittites est composite, révélant plusieurs phases de rédaction, quatre selon l'étude de Viktor Korošec qui repose avant tout sur les peines prescrites et qui est critiquée par S. Jauß :
- une couche plus ancienne dans laquelle les sanctions sont plus dures (nombreux châtiments corporels, peines de morts, amendes lourdes) ;
- une deuxième couche dans laquelle les peines sont souvent des offrandes expiatoires ;
- une troisième phase qui privilégie les peines pécuniaires (amendes en argent) ;
- enfin une quatrième phase qui adoucit le droit plus ancien en procédant à une refonte des anciennes dispositions ; elle date sans doute sous le règne de Télipinu (c. 1525-1495 av. J.-C.), qui voit peut-être la première compilation des articles pour former la version la plus ancienne des Lois hittites ;
- on peut y ajouter une cinquième phase, la « version parallèle » du texte KbO IV 4, qui procède à d'autres refontes à l'époque du Nouvel Empire (fin du XIIIe siècle av. J.-C.).

Les lois hittites les plus anciennes remontent donc sans doute aux débuts du royaume hittite (XVIIe siècle av. J.-C.), comme le révèle le fait que plusieurs d'entre elles évoquent l'existence de règles en fonction des différentes régions, comme le Pala, qui semble soumises à des règles spéciales, mais n'apparaissent plus dans les textes de l'époque moyenne et récente de l'histoire hittite. L'effort de compilation et le remaniement du texte concerne avant tout la période du Nouvel Empire. L'absence de tradition législative associée à un roi, en dehors du cas de Télipinu, empêche de savoir à qui on peut attribuer l'initiative de ce recueil de loi, en admettant qu'il faille l'attribuer à un monarque. En effet, les Lois hittites ne sont pas un « Code » comme celui de Hammurabi ou d'Ur-Nammu, qui disposent d'une introduction (et parfois d'un épilogue) sous la forme d'une inscription royale glorifiant le souverain ayant édicté ce recueil, et elles ne sont donc pas rattachables à une volonté de glorification royale.

## Thèmes traités
Les lois hittites, comme les autres recueils juridiques du Proche-Orient ancien, n'embrassent pas l'ensemble des thèmes juridiques, tant s'en faut. Elles s'intéressent à certains sujets importants, en particulier le droit pénal, les litiges agricoles et les cas d'impureté rituelle. Une logique d'organisation a pu être dégagée, surtout pour la première tablette, moins pour la seconde, qui comporte des lacunes. Si on suit le découpage proposé par R. Haase, on a :
- Tablette 1 (« Si un homme »)
  - Homicide (§ 1–6)
  - Coups et blessures (§ 7–18)
  - Enlèvement (§ 19–21)
  - Esclaves fugitifs (§ 22–24)
  - Contamination de vaisselle (?) (§ 25)
  - Famille (§ 26–36)
  - Meurtre justifié (§ 37, 38)
  - Service féodal et tenures (§ 39–42)
  - Mort accidentelle (§ 43–44b)
  - Perte de propriété (§ 45, 71)
  - Service féodal et tenures (§ 46–56)
  - Litiges sur les animaux domestiques (§ 57–92)
  - Brigandage (§ 93–97)
  - Incendies volontaires (§ 98–100)

- Tablette 2 (« Si une vigne »)
  - Litiges liées à des cultures (§ 101–9)
  - Vol de produits en argile (?) (§ 110)
  - Sorcellerie (§ 111)
  - Récompenses pour prisonniers de guerre (?) (§ 112)
  - Dommage dans des vignes (§ 113)
  - (brèche dans la tablette)
  - Vol (§ 119–143)
  - Vente (§ 144–149)
  - Salaires (§ 150–161)
  - Irrigation (§ 162)
  - Négligence liée à un acte rituel (§ 163)
  - Loi sacrée (§ 164–170)
  - Divers (§ 171–178a)
  - Prix (§ 178b–188)
  - Délits sexuels (§ 188–200a)
  - Apprentissage (§ 200b)

## Extraits
1 Si quelqu'un tue un homme ou une femme à la suite d'une querelle, il rapporte le cadavre et il donne quatre personnes, hommes ou femmes, et il s'acquitte pour sa maison.
2 Si quelqu'un tue un ou une esclave à la suite d'une querelle, il rapporte le cadavre et il donne deux personnes, hommes ou femmes, et il s'acquitte pour sa maison.
3 Si quelqu'un frappe un homme ou une femme libre et que la victime en meurt - sa main se rend coupable d'un crime -, il rapporte le cadavre et il donne deux personnes et il s'acquitte pour sa maison.
9 Si quelqu'un blesse une personne à la tête, autrefois on avait l'habitude de donner six sicles d'argent : le blessé prenait trois sicles d'argent, on avait l'habitude de prendre trois sicles d'argent pour le palais ; et maintenant le roi a supprimé la part du palais et seul le blessé prend trois sicles d'argent.
10 Si quelqu'un blesse une personne et la rend infirme, il la soigne et, à sa place, il donne un homme ; celui-ci ne cesse de travailler dans la maison du blessé jusqu'à ce que celui-ci guérisse ; mais lorsqu'il est guéri, alors le coupable lui donne six sicles d'argent, et au médecin, il donne aussi des honoraires.
20 Si un Hittite enlève un esclave hittite loin du pays louvite et l'emmène en pays Hatti, et si son maître le reconnaît pour sien, alors le coupable donne à celui-ci douze sicles d'argent et il s'acquitte pour sa maison.
22 Si un esclave s'enfuit et que quelqu'un le ramène, s'il l'appréhende dans les environs, alors le maître lui donne des chaussures ; s'il l'appréhende de ce côté du fleuve, le maître lui donne deux sicles d'argent; si c'est de l'autre côté du fleuve, alors il donne trois sicles d'argent.
27 Si un homme prend sa femme et l'emmène dans sa maison, il emporte sa dot ; si la femme meurt là-bas, on brûle le bien du mari et le mari prend la dot de sa femme pour lui ; si elle meurt dans la maison de son père et s'il y a des enfants, le mari ne prend pas la dot.
28a Si une jeune fille est promise à un homme et si un autre l'enlève, aussitôt qu'il l'enlève, tout ce que le premier homme a donné, il lui restitue et le père et la mère ne le restituent pas;
28b Si le père et la mère la donnent à un autre homme, le père et la mère restituent ce qui a été donné ; si le père et la mère refusent de restituer, ils la séparent de lui.
38 Si des personnes sont arrêtées pour un procès et si quelqu'un leur vient en aide et si, alors les adversaires en viennent à se disputer et s'il frappe l'aide et si celui-ci meurt, il n'existe pas d'indemnisation.
42 Si quelqu'un engage un homme et si celui-ci part pour une campagne militaire et s'il meurt, si le salaire est payé, il ne donne pas d'indemnisation; si son salaire n'est pas donné, il donne une personne et, comme salaire, il donne douze sicles d'argent et, comme salaire d'une femme, il donne six sicles d'argent.
43 Si un homme a l'habitude de faire traverser le fleuve à son bœuf et si quelqu'un d'autre le pousse de côté et se saisit de la queue du bœuf et traverse le fleuve et si le fleuve emporte le propriétaire du bœuf, alors on se saisit de lui-même.
58 Si quelqu'un vole un cheval de race, s'il est sevré, ce n'est pas un cheval de race ; si c'est un cheval d'un an, ce n'est pas un cheval de race ; si c'est un animal de deux ans, c'est un cheval de race ; autrefois n'avait l'habitude de donner trente chevaux, et maintenant le coupable donne quinze chevaux : cinq chevaux de deux ans, cinq chevaux d'un an, cinq chevaux sevrés, il les donne et il s acquitte pour sa maison. 
59 Si quelqu'un vole un mouton de race, autrefois on avait l'habitude de donner trente moutons et maintenant le coupable donne quinze moutons : cinq brebis, cinq béliers, cinq agneaux il les donne et il s'acquitte pour sa maison. 
93 Si on se saisit d'un homme libre sur le seuil et s'il n'est pas encore entré à l'intérieur de la maison, il donne douze sicles d'argent ; si on se saisit d'un esclave sur le seuil et s'il n'est pas encore entré à l'intérieur de la maison, il donne six sicles d'argent.
98 Si un homme libre met le feu à une maison, il reconstruit la maison et ce qui dans la maison est perdu - que ce soit une personne, un bœuf ou un mouton -, il ne les rembourse pas comme des choses précieuses.
99 Si un esclave met le feu à une maison et si son maître indemnise pour lui, on mutile habituellement le nez et les oreilles de l'esclave et on le rend à son maître ; mais si celui-ci n'indemnise pas, il le chasse aussi.
100 Si quelqu'un met le feu à un hangar, il continue à nourrir les bœufs de son propriétaire jusqu'au printemps suivant, et il rend le hangar; s'il n'y a pas de paille dedans, alors il reconstruit <seulement> le hangar. 
106 (Fr 6) Si quelqu'un met le feu à son champ et qu'il le laisse aller sur un champ en fruits et qu'il incendie le champ, celui qui l'incendie prend pour lui le champ incendié mais il donne au propriétaire du champ un champ intact et celui-ci le moissonne pour lui-même. 
107 (Fr 7) Si un homme laisse <entrer> des moutons dans des vignes cultivées et s'il <les> endommage, si elles sont en fruits, pour un IKU il donne dix sicles d'argent et il s'acquitte pour sa maison, mais si elles sont vides, il donne trois sicles d'argent.
108 (Fr 8) Si quelqu'un vole des pieds de vigne venant d'une vigne enclose, s'il s'agit de cent arbres, il donne six sicles d'argent et il s'acquitte pour sa maison; mais s'il n'y a pas de clôture et s'il vole un pied de vigne, il donne trois sicles d'argent.
109 (Fr 9) Si quelqu'un isole un verger du canal, s'il s'agit de cent arbres, il donne six sicles d'argent.
111 (Fr 11) Si quelqu'un façonne de l'argile en vue d'une figurine, c'est de la sorcellerie et cela relève de la cour du roi.
119 (Fr 16) Si quelqu'un vole un oiseau d'étang dressé ou une perdrix dressée, autrefois avait l'habitude de donner une mine d'argent et maintenant le coupable donne douze sicles d'argent et il s'acquitte pour sa maison.
146 (Fr 35) Si quelqu'un met en vente une maison ou un village, un jardin ou un pâturage et si un autre vient et casse le marché et conclut une affaire sur l'affaire, le coupable donne une mine d'argent et achète à l'homme le bien au premier prix d'achat précisément.
147 (Fr 36) Si quelqu'un met en vente une personne non qualifiée et si un autre casse le marché, le coupable donne cinq (?) sicles d'argent.
158 (FR 43) Si un homme se place comme salarié, s'il lie des gerbes, s'il <les> prend <sur> un chariot, s'il <les> ferme <dans> le pailler, s'il balaye l'aire à battre, pour trois mois son salaire <est de> trente mesures de blé ; si une femme se place comme salariée pendant la récolte, pour deux mois, il donne douze mesures de blé.
159 (Fr 44) Si quelqu'un attelle une paire de bœufs, son salaire <est d'>une demi-mesure de blé.
160a (FR 45) Si un forgeron fait un tuyau d'une mine et demie, son salaire <est d'>une mesure et demie de blé.
160b (FR 45) <S'il> fait une hache d'un poids de deux mines, son salaire <est d'>une mesure d'épeautre.
164 (Fr 49) Si quelqu'un vient faire une saisie et provoque une querelle, et rompt soit un gros pain, soit un récipient de vin,
165 (Fr 50) alors il donne un mouton, dix pains, un pichet de bière fine et il purifie de nouveau sa maison jusqu'à l'année suivante ; alors il le considère avec bienveillance dans sa maison.
166 (Fr 51) Si quelqu'un répand de la semence sur la semence, on pose son cou sur une charrue et on attelle une paire de boeufs ; on dirige Je visage de l'un d'un côté et le visage de l'autre de l'autre côté ; l'homme meurt et les boeufs meurent et celui qui a ensemencé le champ auparavant déjà le prend pour lui; autrefois on avait l'habitude de procéder ainsi ;
167 (Fr 52) et maintenant on tire un mouton à la place de l'homme et on tire deux moutons à la place des boeufs ; le coupable donne trente pains, trois pichets de bière fine et purifie de nouveau ; celui qui a ensemencé le champ auparavant déjà le moissonne pour lui.
179 (Fr 64) Si <c'est> un mouton, son prix <est d'>un sicle d'argent, le prix de trois chèvres <est de> deux sicles d'argent, le prix de deux agneaux <est d'>un sicle d'argent, et le prix de deux chevreaux <est d'>un demi-sicle d'argent.
180 (Fr 65) Si <c'est> un cheval de trait, son prix <est de> vingt sicles d'argent, le prix d'un mulet <est d'>une mine d'argent, le prix d'un cheval <est de> quatorze sicles d'argent, le prix d'un étalon d'un an <est de> dix sicles d'argent, le prix d'une jument de trait d'un an <est de> quinze sicles d'argent.
188 (Fr 74) Si un homme faute avec un mouton, <c'est> une abomination, c'est la mort pour lui, on le conduit à la porte du roi, mais le roi peut le tuer et le roi peut le maintenir en vie, mais il ne peut plus paraître devant le roi.
189 (Fr 75) Si un homme faute avec sa propre mère, <c'est> une abomination ; si un homme faute avec sa fille, <c'est> une abomination; si un homme faute avec son fils, <c'est> une abomination.
191 (Fr 77) Si un homme libre a des rapports sexuels avec des sœurs co-utérines libres et leur mère, celle-ci <étant> dans un pays et celle-là dans un autre pays, il n'y a pas lieu à punition ; si les deux sont dans un lieu et s'il le sait, <c'est> une abomination et il n'y a pas lieu à punition.
192 (Fr 78) Si le mari d'une femme meurt, son épouse prend sa part [ ... ], il n'y a pas lieu à punition.
193 (Fr 79)Si un homme a une femme <pour épouse> et si l'homme meurt, son frère prend son épouse, ensuite son père la prend ; si ensuite son père meurt et si le fils de son frère prend la femme qu'il avait, il n'y a pas lieu à punition.
194 (Fr 80) Si un homme libre a des rapports sexuels avec des esclaves co-utérines et leur mère, il n'y a pas lieu à punition ; si des frères couchent avec une femme libre, il n'y a pas lieu à punition ; si un père et son fils couchent avec une esclave ou une prostituée, il n'y a pas lieu à punition.
200a (Fr 86a) Si un homme faute avec un cheval ou un mulet, il n'y a pas lieu à punition ; il ne peut plus paraître devant le roi et ne devient pas prêtre ; si quelqu'un couche avec un déporté et avec sa mère [ ... ], il n'y a pas lieu à punition ; 200b (Fr 86b) si quelqu'un donne un fils à instruire soit comme charpentier, soit comme forgeron, comme tisserand, comme cordonnier, comme fouleur, il donne six sicles d'argent <comme salaire> de l'instruction ; s'il ne l'instruit pas, alors il donne une personne.
Les 2 tablettes «si une vigne» <sont> terminées.
(Traduction I. Fontanille)